# شركة كوريا للأراضي والإسكان
شركة كوريا للأراضي والإسكان (LH) هي شركة مملوكة للحكومة في كوريا الجنوبية وهي مسؤولة عن تطوير الأراضي في المدن وصيانة وإدارة الأراضي والإسكان.

## أساس المؤسسة
أُنشئت شركة كوريا للأراضي والإسكان بموجب القانون لتشكيل شركة كوريا لتطوير الأراضي وشركة كوريا للإسكان. ثم دمجت الحكومة الشركتين عام ٢٠٠٩ م لتشكيل الشركة الحالية. 

## سبب تأسيس الشركة
وفي إطار خطة الحكومة لتطوير المؤسسات العامة، فإنها تهدف إلى القضاء على التداخل في الوظائف، مثل إنشاء مشاريع التنمية السكنية التي تنفذها شركة الإسكان الكورية وشركة الأراضي الكورية، والمساهمة في تنمية الاقتصاد الوطني من خلال توفير أموال جديدة.

## روابط خارجية
- الموقع الرسمي لشركة كوريا للأراضي والإسكان (اللغة الكورية أو الإنجليزية)